# Vårdsbergsån

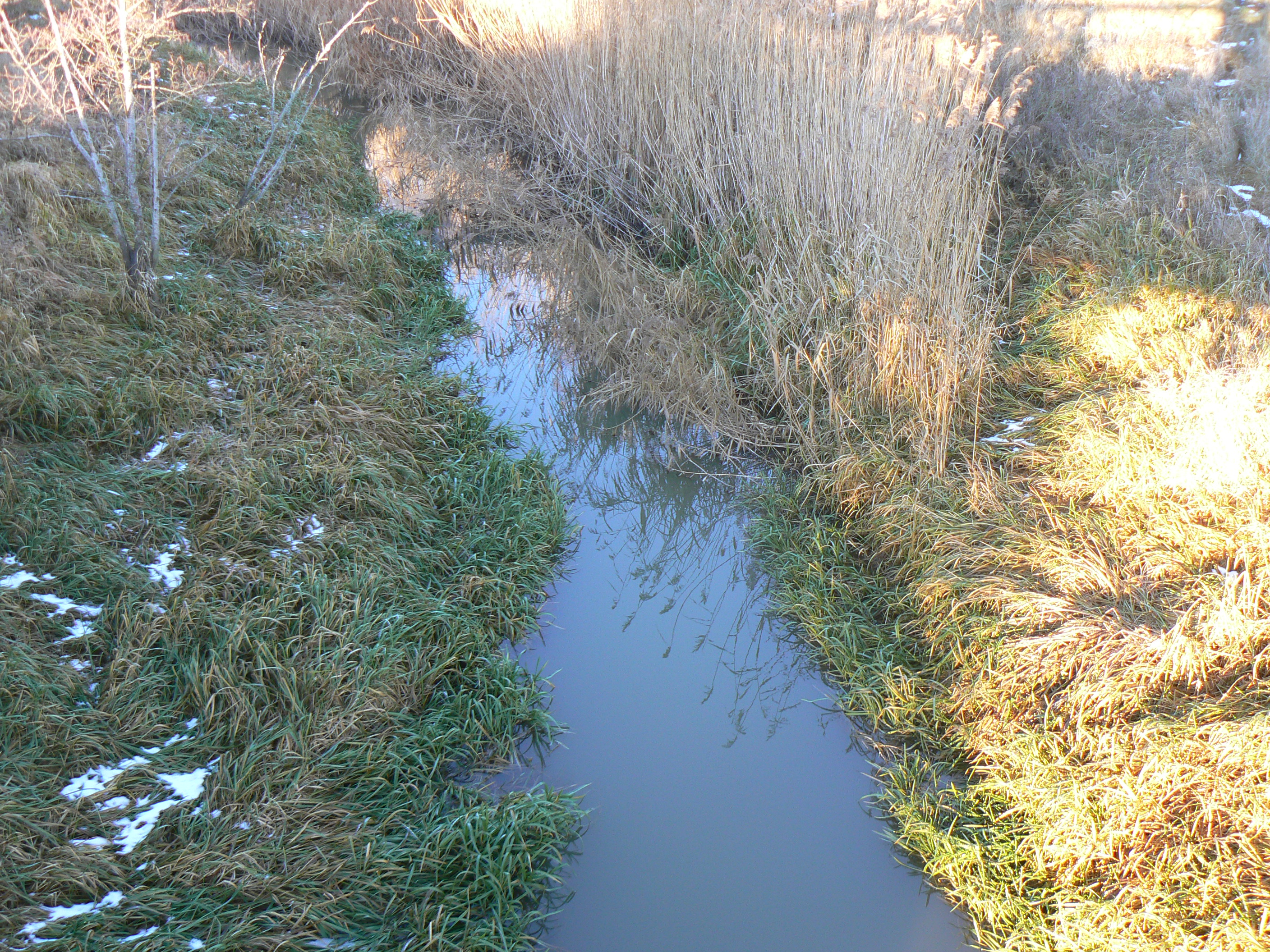
Vårdsbergsån i november, från den bro i Vårdsberg som lett Mellersta Östergötlands Järnväg över ån

Vårdsbergsån är ett vattendrag i Linköpings kommun i Östergötland. På sin väg norrut från Svinstadsjön vid Bankekind till Roxen rinner ån bland annat genom Vårdsbergs socken och förbi Vårdsbergs kyrka. Vid Bjursby finns en liten fördämning. Den nedre (norra) delen av Vårdsbergsån kallas Sviestadån.
För fiske i ån måste den lokala markägaren kontaktas och tillstånd måste utges.